# 飛騨総合庁舎

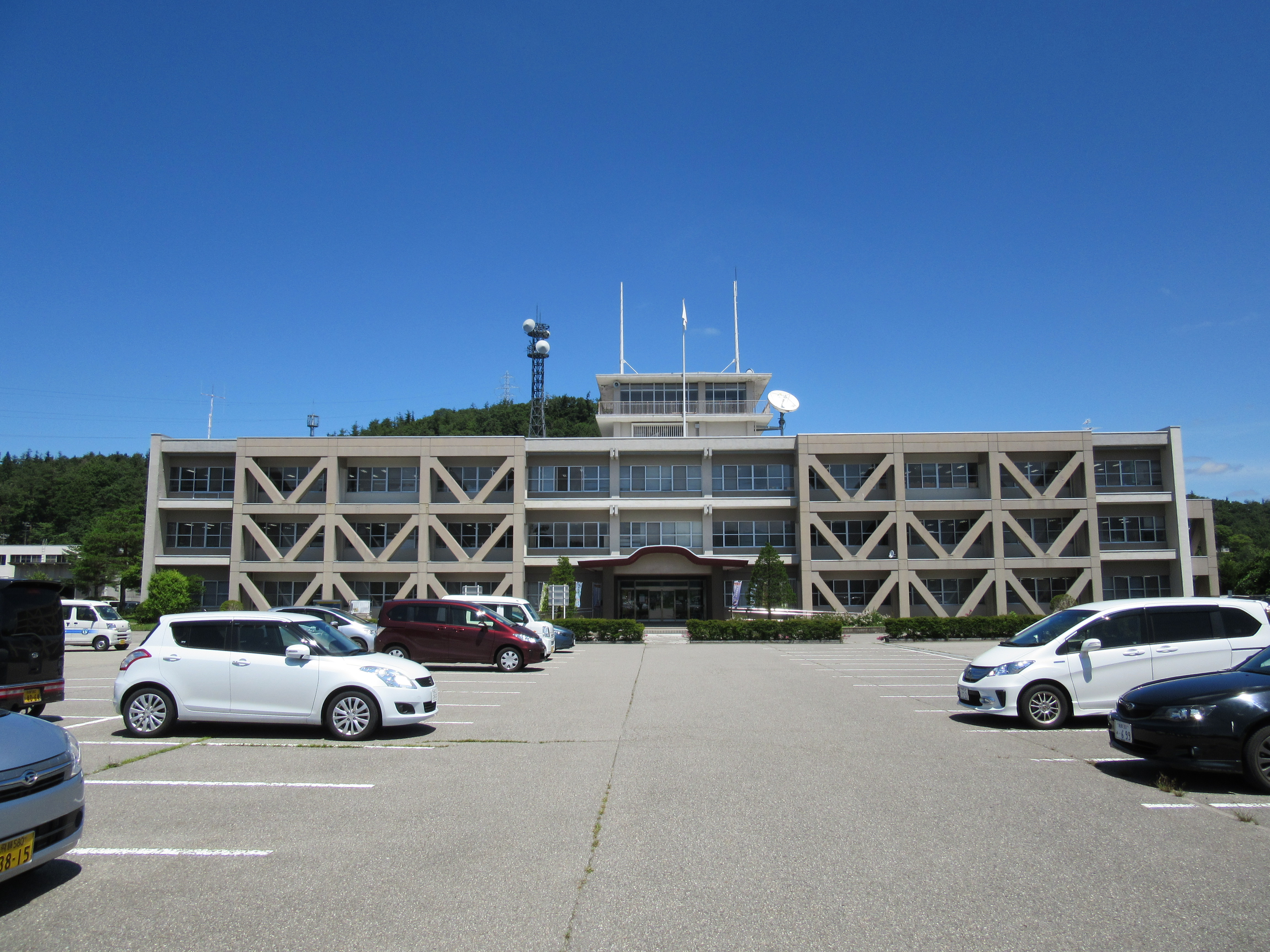
飛騨総合庁舎

飛騨総合庁舎（ひだそうごうちょうしゃ）とは岐阜県高山市にある公共施設。正式名は岐阜県飛騨総合庁舎。
飛騨地区（高山市、飛騨市、下呂市、大野郡）における岐阜県の現地機関、公共団体が入居している施設である。元々は、大野郡、旧吉城郡が管轄であった。
なお、高山土木事務所は、高山市の区域のうち旧吉城郡以外の区域のみを管轄し、また飛騨市の区域は管轄しない（古川土木事務所の管轄）。
下呂市に関しては、一部下呂総合庁舎（岐阜県下呂総合庁舎）が業務を行う。

## 飛騨総合庁舎

### 主な機関・団体
- 飛騨県事務所
- 飛騨県税事務所
- 飛騨保健所
- 飛騨農林事務所
- 飛騨建築事務所
- 飛騨教育事務所
- 飛騨家畜保健衛生所
- 高山土木事務所
- 宮川上流河川開発工事事務所
- 岐阜県農畜産公社飛騨事務所
- 岐阜県病害虫防除所飛騨支所
- 岐阜県森林公社高山出張所 など

### 所在地
- 岐阜県高山市上岡本町7丁目468

### 交通機関
- JR高山本線 高山駅より徒歩で約15分。
- のらマイカー（高山市コミュニティバス）「西線」で「総合庁舎前」バス停下車、徒歩で約10分。

## 下呂総合庁舎

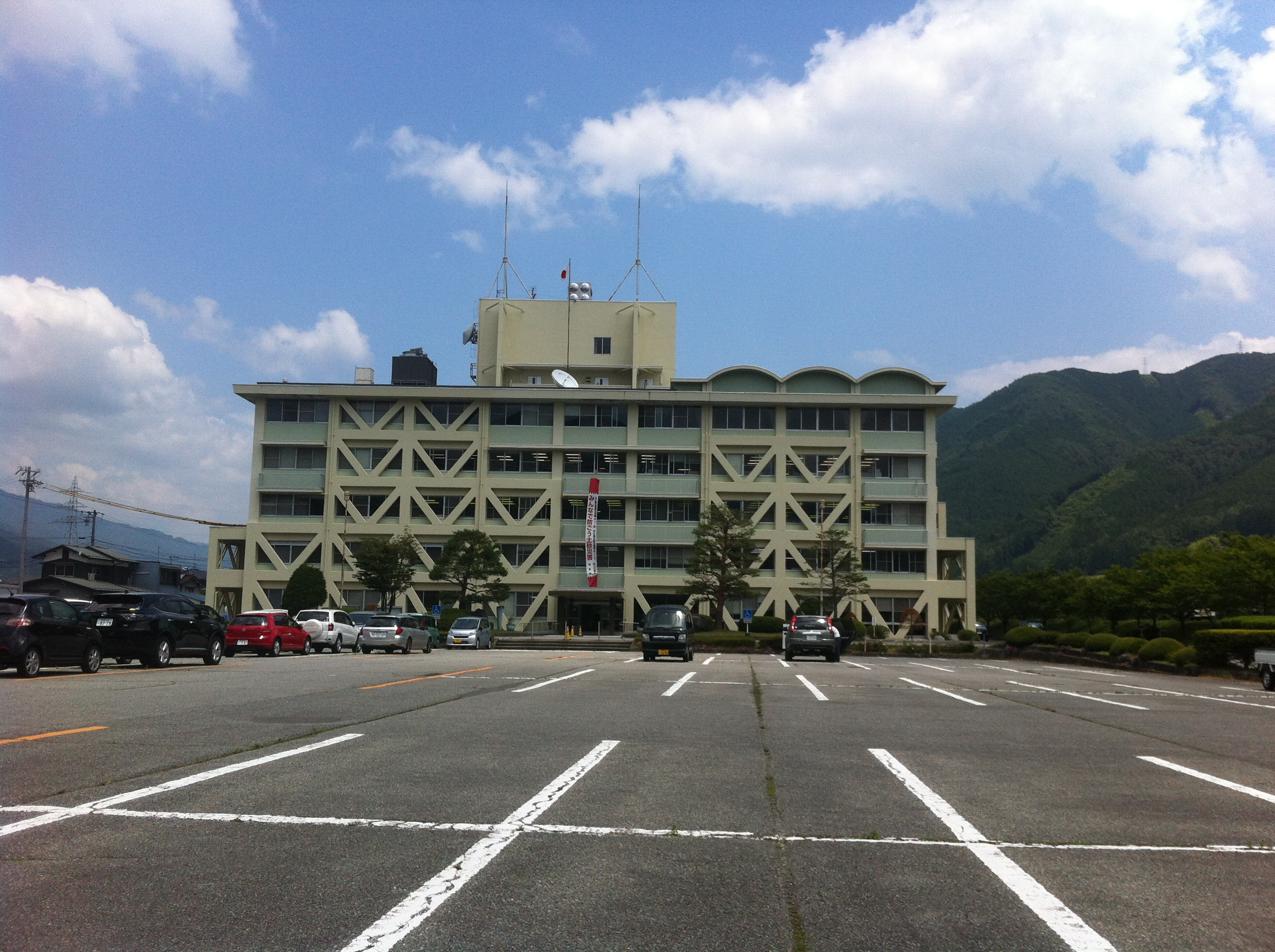
下呂総合庁舎

下呂市における岐阜県の現地機関、公共団体が入居している施設。1942年（昭和17年）開設。1974年（昭和49年）に現在地に移転。旧益田郡萩原町にあり、2004年（平成16年）2月までの名称は益田総合庁舎（岐阜県益田総合庁舎）であった。

### 主な機関・団体
- 飛騨県事務所下呂市駐在
- 飛騨県税事務所下呂県税窓口コーナー
- 岐阜県水産研究所下呂支所
- 飛騨保健所下呂センター
- 下呂農林事務所
- 下呂土木事務所
- 下呂市役所建設部・農林部 など

### 所在地
- 岐阜県下呂市萩原町羽根2605番地1

### 交通機関
- JR高山本線 飛騨萩原駅より徒歩で約15分。
- げろバス：萩原・川西北線で「サニーランド前」バス停下車、徒歩で約5分。

## 岐阜県の総合庁舎
- 西濃総合庁舎（大垣市）
- 可茂総合庁舎（美濃加茂市）
- 東濃西部総合庁舎（多治見市）
- 飛騨総合庁舎（高山市）
- 揖斐総合庁舎（揖斐川町）
- 中濃総合庁舎（美濃市）
- 郡上総合庁舎（郡上市）
- 恵那総合庁舎（恵那市）
- 下呂総合庁舎（下呂市）

※ 主要総合庁舎とされるのは、西濃、可茂、東濃西部、飛騨の4箇所である。